# Привольный (Ремонтненский район)
Привольный — посёлок в Ремонтненском районе Ростовской области, административный центр Привольненского сельского поселения

## История
Привольный основан в 1921 году как хутор Ганькин, названный по балке, в которой он расположился. В 1928 году на безе хутора был образован колхоз «Новый Мир», специализированный разведении овец породы «меринос». В том же году колхоз «Новый мир» был переселен, с частью скота и населения, в станицу Медведевка Тимашевского района Краснодарского края. В 1932 году был организован совхоз «Приволенский» № 20, имевший мясо-молочное направление.
С августа 1942 по январь 1943 года Привольный был оккупирован.
В 1948 году совхоз «Приволенский» был переведен в ведение Ростовского овцеводческого треста и получил овцеводческое направление. В 1994 году совхоз «Приволенский» был реорганизован в ТОО Привлоленское

## Физико-географическая характеристика
Посёлок расположен на северо-западе Ремонтненского района в пределах Сальско-Манычской гряды, являющейся западным субширотным продолжением Ергенинской возвышенности. Средняя высота над уровнем моря — 132 м. Общий уклон местности с запада на восток. Территорию посёлка дренируют две балки, образующие балку Мокрая Булгта, относящуюся к бассейну реки Джурак-Сал.
По автомобильной дороге расстояние до Ростова-на-Дону составляет 370 км, до ближайшего города Элисты Республики Калмыкия — 87 км, до районного центр села Ремонтное — 26 км. Ближайший населённый пункт посёлок Новопривольный расположен в 14 км к востоку от посёлка. К селу имеется асфальтированный подъезд от региональной автодороги Зимовники — Ремонтное — Элиста (1,5 км).
Согласно классификации климатов Кёппена-Гейгера для Привольного характерен влажный континентальный климат с жарким летом (индекс Dfa). Среднегодовая температура воздуха — 9,1 °C, количество осадков — 369 мм.

### Улицы
| - ул. 30 лет Победы, - ул. 50 лет Октября, - ул. Братская, - ул. Лазоревая степь, - ул. Мира, - ул. Прудовая, - ул. Садовая, | - ул. Советская, - ул. Степная, - ул. Строительная, - ул. Тюльпанная, - ул. Школьная, - пер. Молодёжный. |

## Население
Динамика численности населения
| 1926 |
| ---- |
| 753  |

В конце 1980-х годов в Привольном проживало около 1500 человек.
| 2010 |
| ---- |
| 1050 |